# Katholieke Kerk in Tsjaad

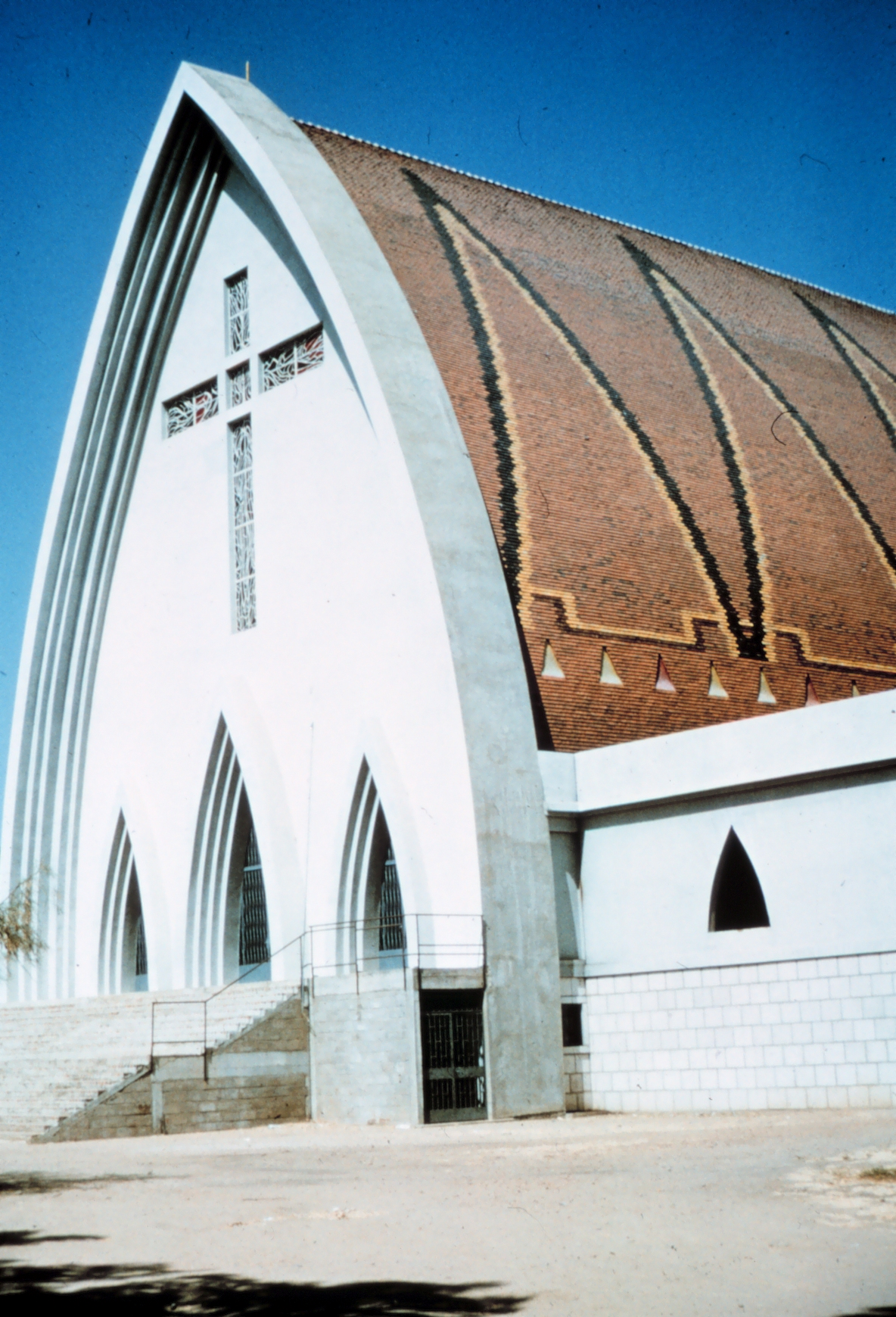
Cathédrale de Notre-Dame in N’Djaména, pre-1973. De kathedraal raakte beschadigd in de burgeroorlog.

De Katholieke Kerk in Tsjaad is een onderdeel van de wereldwijde Rooms-Katholieke Kerk, onder het geestelijk leiderschap van de paus en de curie in Rome.
Er zijn ongeveer 900.000 katholieken in het land, wat bijna 10% van de totale bevolking is. De kerkprovincie bestaat uit zeven bisdommen en een apostolisch vicariaat. Een van de bisdommen is het aartsbisdom N'Djaména waarover de aartsbisschop van N'Djaména geestelijk leiderschap heeft.
De aartsbisschop van N'Djaména staat als metropoliet aan het hoofd van de kerkprovincie van Tsjaad. Aartsbisschop sinds 2016 is Goetbé Edmond Djitangar.
De metropolitane kathedraal van het aartsbisdom N'Djaména is de Cathédrale de Notre-Dame.
Apostolisch nuntius voor Tsjaad is sinds 5 januari 2023 aartsbisschop Giuseppe Laterza, die tevens nuntius is voor de Centraal-Afrikaanse Republiek.
| Bisdom                      | Bisdom                          | Bisschop                | Hulpbisschop(pen)                 | Zie ook                             |
| --------------------------- | ------------------------------- | ----------------------- | --------------------------------- | ----------------------------------- |
| Aartsbisdom N'Djaména       | Aartsbisdom N'Djaména           | Goetbé Edmond Djitangar | -                                 | Lijst van bisschoppen van N'Djaména |
|                             | Bisdom Doba                     | Michele Russo           | -                                 | Lijst van bisschoppen van Doba      |
| Bisdom Goré                 | Rosario Pio Ramolo              | -                       | Lijst van bisschoppen van Goré    |                                     |
| Bisdom Lai                  | Miguel Angel Sebastián Martínez | -                       | Lijst van bisschoppen van Lai     |                                     |
| Bisdom Moundou              | Joachim Kouraleyo Tarounga      | -                       | Lijst van bisschoppen van Moundou |                                     |
| Bisdom Pala                 | Jean-Claude Bouchard            | -                       | Lijst van bisschoppen van Pala    |                                     |
| Bisdom Sarh                 | Edmond Jitangar                 | -                       | Lijst van bisschoppen van Sarh    |                                     |
|                             |                                 |                         |                                   |                                     |
| Apostolisch vicariaat Mongo | Apostolisch vicariaat Mongo     | Henry Coudray           | -                                 | -                                   |

Ligging bisdommen binnen Tsjaad
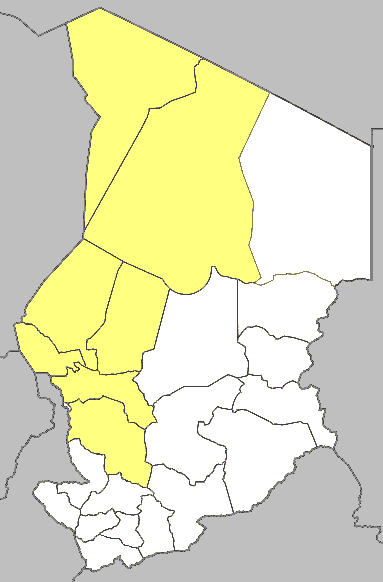
Aartsbisdom N'Djaména
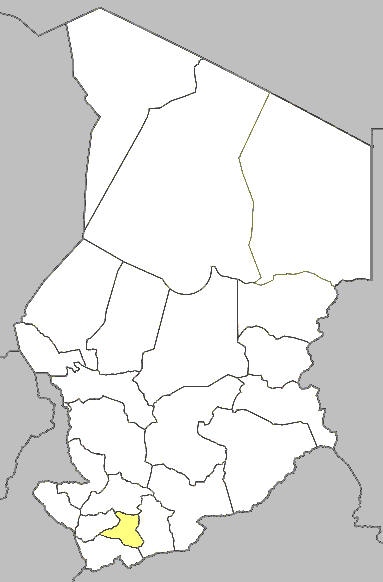
Bisdom Doba
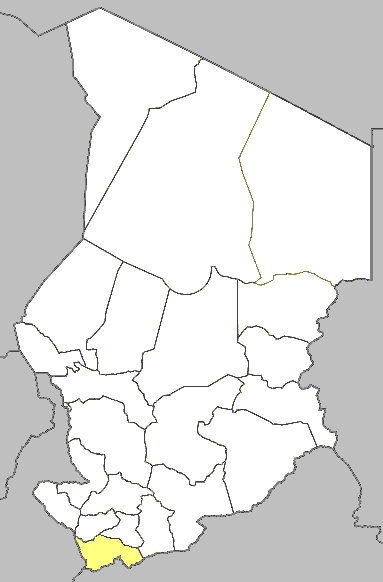
Bisdom Goré
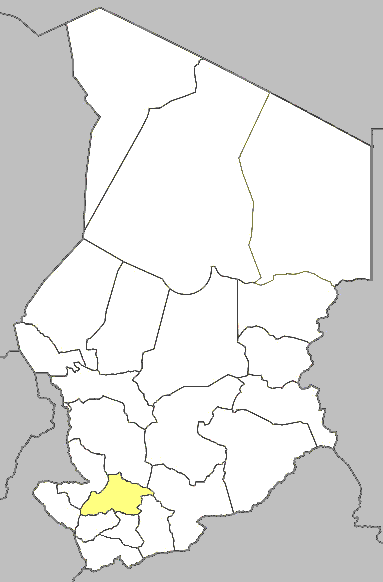
Bisdom Lai
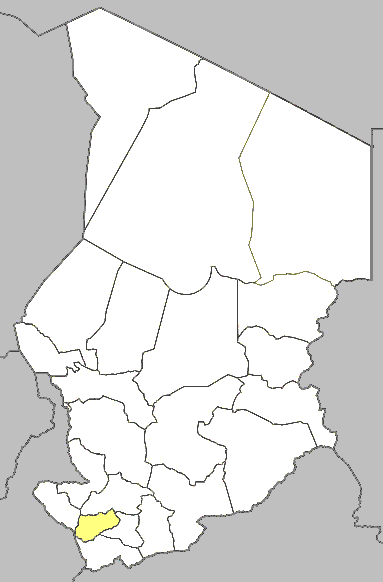
Bisdom Moundou
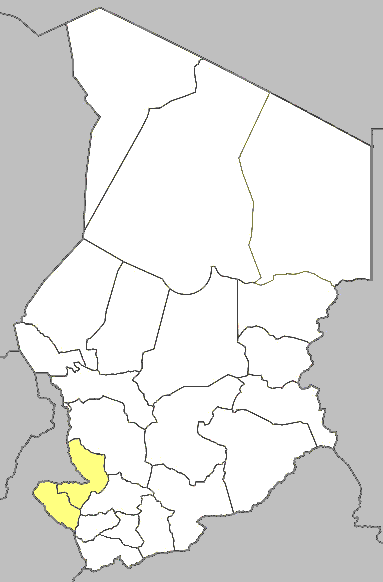
Bisdom Pala
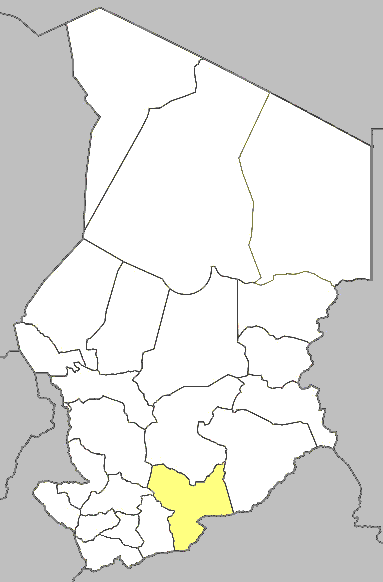
Bisdom Sarh
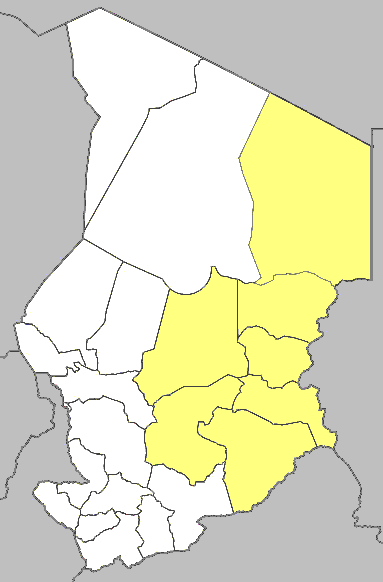
Apostolisch vicariaat Mongo